# Yandhi (Album)
Yandhi ist ein unveröffentlichtes Album von US-Rapper Kanye West/Ye. Ein Vorgänger von seinem Chor-Album Jesus is King.

## Überblick
Rapper Kanye West arbeitete von September 2018 bis November 2018 an dem Album und verpasste 2 Veröffentlichungsdaten. 
Auf der neuesten Version des Albums sind angeblich Kollaboratoren wie Timbaland, 2 Chainz, Lil Wayne, 6ix9ine, Ty Dolla $ign, Nicki Minaj, Rihanna, XXXTentacion, Kid Cudi, Young Thug, Pusha T, Lauryn Hill, Ant Clemons, Quavo, Charlie Wilson und Desiigner an dem Album beteiligt.  
Seine Erklärung für die Verschiebung des Veröffentlichungsdatums war „I didn't finish it“ (dt. „es ist noch nicht fertig“).
Das Album wurde aufgrund von Leaks auf unbestimmte Zeit nach hinten verschoben.

## Übergang zuJesus is King
Anfang 2019 transformierte der Rapper Yandhi zu Jesus is King, welches im Endeffekt am 25. Oktober, nach 2 weiteren verpassten Veröffentlichungsterminen, mit elf Liedern erschienen ist.